# Ш-3-23
Ш-3-23 — советская авиационная пушка калибра 23 мм системы Б. Г. Шпитального. Была создана под укороченный патрон пушки НР-23 со снарядами ОФЗТ и БЗТ. Гильза по конструкторским соображениям была укорочена на 10 мм, что вызвало уменьшение заряда на 4 % и, соответственно, падение начальной скорости на 4 % при одинаковой длине канала ствола с НР-23. Длина автомата Ш-3-23 составляла около 1500 мм, вес автомата 42 кг. Темп стрельбы пушки обр. 1949 года 1200—1600 выстр./мин.
Двумя пушками Ш-3-23 был вооружен экспериментальный истребитель Як-19 и опытный истребитель МиГ-15 «СШ», четыре подвижные крыльевые пушки Ш-3-23 с боезапасом 900 снарядов имел экспериментальный штурмовик Ил-20. На опытном МиГ-15бис (ИШ) также устанавливались пушки Ш-3-23. Так же на МиГ-15 «СУ» была установлена ограниченно подвижная пушечная система В-1-25-Ш-3, которая состояла из двух короткоствольных пушек Ш-3-23.
В отличие от пушки НР-23, которая являлась конкурентом Ш-3, пушки типа Ш-3 имели не заднее, а переднее шептало. При прекращении стрельбы после каждой очереди затвор с патроном оставался в переднем положении в нагретом патроннике. На испытаниях при длинной очереди (до 150 выстрелов) это приводило к разрывам снарядов в канале ствола. Данное обстоятельство, по-видимому, и стало причиной прекращения работ по автоматам системы Ш-3.